# Станюкович, Константин Михайлович
Константи́н Миха́йлович Станюко́вич (18 [30] марта 1843, Севастополь, Таврическая губерния — 7 [20] мая 1903, Неаполь) — русский писатель, известен произведениями на темы из жизни военно-морского флота.

## Детские и юношеские годы
Родился в Севастополе на Екатерининской улице в доме адмирала Станюковича. Сам дом не сохранился, но сохранилась подпорная стена, окружавшая дом и сад. Здесь установлена мемориальная доска в честь писателя.
Отец — Михаил Николаевич Станюкович, адмирал, комендант севастопольского порта и военный губернатор города. Семья будущего писателя-мариниста, «Айвазовского слова», принадлежала к старинному дворянскому роду Станюковичей — одной из ветвей белорусско-литовского рода Станьковичей; Демьян Степанович Станюкович принял русское подданство в 1656 году при взятии Смоленска. Михаил Николаевич Станюкович (1786—1869) являлся праправнуком Демьяна Степановича. Мать Константина Михайловича — Любовь Фёдоровна Митькова (1803—1855), дочь капитан-лейтенанта Митькова.
Всего в семье было восемь детей:
1. Николай (1822—1857),
2. Александр (1823—1892),
3. Ольга (1826—1902),
4. Анна (1827—1912),
5. Екатерина (1831—1859),
6. Михаил (1837—?),
7. Константин (1843—1903),
8. Елизавета (1844—1924).

1851—1853 — под руководством петрашевца Ипполита Матвеевича Дебу, отбывающего в Севастополе наказание в качестве солдата, юный Станюкович получает первоначальное образование.
1854 — Константину Михайловичу было 11 лет к началу обороны Севастополя. Осенью 1854 года из своего сада в подзорную трубу наблюдал движение к Севастополю неприятельских войск; исполняя обязанности курьера при отце, видел Корнилова и Нахимова. В конце сентября семья Станюковичей эвакуируется в Симферополь.
1856 — зачислен кандидатом в Пажеский корпус в Петербурге. 26 августа награждён бронзовой медалью на Андреевской ленте «В память войны 1853—1856 гг.»
1857 — 5 октября награждён серебряной медалью на Георгиевской ленте «За защиту Севастополя». 5 ноября из Пажеского Станюкович переведён в Морской кадетский корпус. Здесь преподавали многие из тех, кого позже Константин Михайлович будет вспоминать с благодарностью как своих учителей:
- М. И. Сухомлинов,
- И. П. Алымов (математика),
- Ф. А. Дозе (словесность).

## Творческий период
1859 — в журнале «Северный цветок» первая публикация: напечатано его стихотворение «Отставной солдат».
1860 — в «Северном цветке» продолжают публиковаться стихи Станюковича. Летом Станюкович ходит на борту учебного корабля «Орёл» под командованием Ф. С. Керна, героя севастопольской обороны. Осенью, в октябре, Станюкович объявляет отцу о непреклонном решении перейти в Петербургский университет. Отец категорически против и ходатайствует перед директором Морского кадетского корпуса контр-адмиралом С. С. Нахимовым о назначении кадета Станюковича К. М. в кругосветное путешествие и 18 октября (за полгода до выпускных экзаменов) писатель отправлен в кругосветное путешествие на винтовом корвете «Калевала» под командованием В. Ф. Давыдова. Далее — Гамбург, Лондон.
1861 — остров Ява. 17 июля Станюкович заболел лихорадкой и был определён во Владивостокский лазарет. 2 ноября выписан и приписан к винтовому транспорту «Японец». 12 декабря произведён в гардемарины.
1862 — Станюкович весь год ходит в акватории Тихого океана на различных судах. В письме к сестре просит прислать ему журналы «Искра» и «Век» за прошлый год, а также сочинения Белинского. 14 сентября на борту «Абрека» прибывает в Сан-Франциско (США).
В «Морском сборнике» публикуются различные произведения писателя.
1863 — Начальник Тихоокеанской эскадры Андрей Попов отправляет гардемарина в город Сайгон к капитану клипера «Гайдамак». Более месяца Станюкович наблюдал покорение Индокитая французами. Позже его впечатления были описаны в повести «Вокруг света на „Коршуне“».
4 августа А. А. Попов отправляет Станюковича в Петербург (через Китай и Сибирь) с экстренными бумагами к управляющему Морским министерством Н. К. Краббе, куда он добирается 28 сентября.
8 октября Станюкович К. М. произведён в мичманы и назначен в Петербургский 11-й флотский экипаж.
1864 — началось сотрудничество писателя с «Петербургским листком», «Голосом», «Русской сценой», «Будильником» и другими. В сентябре в журнале «Эпоха» за № 9 опубликована «Глава из очерков морской жизни». В этом же году после долгой и упорной борьбы с отцом, Станюкович выходит в отставку. Старый адмирал прислал телеграмму: «Против течения идти не могу. Согласен.» и 30 ноября Высочайшим приказом по флоту Станюкович уволен со службы «…с награждением лейтенантского чина».
В декабре в № 12 «Морского сборника» опубликован рассказ «Шторм».
1865 — писатель поступает на службу учителем начальной школы в село Чаадаево Муромского уезда Владимирской губернии, чтобы «…лучше узнать жизнь народа», здесь сказываются события и веяния 60-х годов XIX века.
1866 — писатель возвращается в Петербург после года учительствования в глубинке.
1867 — 20 января в 3-м номере «Будильника» опубликован очерк «На селе». 4 февраля в «Петербургском листке» сообщается о выходе в свет ранних морских рассказов Станюковича в книге «Из кругосветного плавания» в издании Вильгельма Генкеля.
26 мая в «Будильнике» № 19 начинает печататься очерк «Из воспоминаний сельского учителя» (подписан как «К.—вич.»).
2 июня Константин Михайлович венчается с Любовью Николаевной Арцеуловой (1845—1907), «дочерью старшего судостроителя, корпуса корабельных инженеров подполковника Николая Алексеевича Арцеулова».
11 августа в № 30 «Будильника» выходит очерк «Июльский сон» (под псевдонимом «Бубнов»).
1868 — 30 марта родилась первая дочь — Наталья (умерла в 1903 году).
1869 — в связи с серьёзными материальными трудностями писатель ищет работу и в мае поступает на службу в управление Курско-Харьковско-Азовской железной дороги (ныне в составе Южной железной дороги Украины). Живёт в это время то в Курске, то в Харькове. 29 декабря умирает отец Константина Михайловича.
1870 — 22 января Станюкович прибывает в Симферополь. Оттуда пишет супруге: «Как я и ожидал, отец оставил вздор. Деньгами 1800 рублей и аренду на 9 лет (по полторы тысячи в год); … говорят, его обобрали». Станюкович службой тяготится, пишет в Петербург жене, чтобы разузнала, не возьмут ли его редактором беллетристического отдела в «Будильник». В июне переезжает в Таганрог, работает помощником ревизора службы движения. Вплотную столкнувшись с миром железнодорожных дельцов, пишет комедию «На то и щука в море, чтобы карась не дремал». 29 ноября в «Искре» под № 48 публикует фельетон «Русские американцы» (псевдоним — К. Наташин).
1871 — Станюкович поступает на службу в «Петербургское общество взаимного поземельного кредита», где работает до 1874 года. 15 февраля рождается вторая дочь — Любовь (умерла в 1884 году). 27 октября распоряжением министра внутренних дел запрещена к постановке в театре его комедия «На то и щука в море, чтобы карась не дремал».
1872 — август, комедия «На то и щука в море, чтобы карась не дремал» вышла в № 8 журнала «Дело». 23 декабря родилась третья дочь — Зинаида (умерла в 1934 году).
1873 — в «Деле» публикуется роман «Без исхода». В июле Станюкович отдыхает в Ревеле. Газета «Биржевые ведомости» (№ 294 от 3 ноября) публикует большую статью М. В. Авдеева о романе «Без исхода».
1874 — роман «Без исхода» выходит отдельным изданием в Петербурге (изд. В. Тушнова). В мае назначен управляющим пароходством в обществе Волго-Донской железной дороги и пароходства по реке Дону и Азовскому морю. Поселяется в Ростове-на-Дону в одноэтажном доме на территории порта. Его стараниями были благоустроены Ростовский и Таганрогский порты, расширен и углублен фарватер реки Дон. Участвуя в работе «Комитета донских гирл», он способствовал осуществлению ряда мероприятий, направленных на улучшение условий судоходства в низовьях Дона. В свободное от основной работы время выступал перед местной публикой с докладами о географических открытиях русских людей.
1875 — 28 августа родилась четвёртая дочь — Мария (умерла в 1942). Константин Михайлович решает продолжить службу в пароходстве и подписывает контракт ещё на 2 года.
1876 — 26 июня прибывает в Мариенбад на лечение. В течение года хандрит, жалуется в письмах жене, в конце года оставляет службу и переезжает в Петербург.
1877 — Константин Михайлович целиком в литературной работе. Печатается в ряде изданий: «Новости», «Порядок», «Русская правда», «Московское обозрение» и других. С апреля в каждом номере «Дела» есть его публикации: «Червонный валет», серия фельетонов под общим названием «Картинки общественной жизни» (с псевдонимом «Откровенный писатель»), рассказ «Оригинальная пара», пьеса «Родственники».
1878 — много работает, много публикует, в том числе в разделе «Картинки общественной жизни» напечатаны «Письма знатных иностранцев» (в виде переписки англичанина, попавшего в Россию, с женой). Современница Станюковича Екатерина Некрасова пишет: «Станюковича… как талантливого, умного и едкого публициста, знала вся Россия; как автор „Писем знатного иностранца“ он очень давно пользовался известностью даже в далёкой Сибири».
1879 — летом в «Деле» начинает под псевдонимом «Откровенный писатель» выходить его повесть «Похождения одного благонамеренного молодого человека, рассказанные им самим». В Петербурге, в издательстве И. Л. Тузова печатается роман «В мутной воде» (под псевдонимом К.Телефонов). В конце ноября Станюкович выезжает в Кларан (Швейцария), к семье.
1880 — живёт в Кларане, работает над романом «Два брата». В конце января возвращается в Россию «с двугривенным в кармане». В «Деле» начинает публиковаться «Два брата». 24 февраля писатель порывает с «Молвой», бывшими «Биржевыми ведомостями». В мае объявлено о выходе в свет романа «Наши нравы» (издательство Н. А. Шигина). Все лето и осень Станюкович проводит в Швейцарии, где общается с политэмигрантами: Кравчинским, Драгомановым, Верой Засулич, Ольгой Любатович и другими. В ноябре писатель возвращается в Петербург. В связи со смертью издателя «Дела» Г. Е. Благосветлова Константин Михайлович стал одним из редакторов этого журнала.
1881 — в «Деле» выходят «журнальные заметки» Станюковича (псевдоним — Ф. Решимов). 1 марта происходит покушение на царя Александра II. Станюкович оптимистично настроен в том смысле, что надеется на восстание против самодержавия. 19 июня в Москве, в театре Петровского парка, состоялось первое представление его комедии «На то и щука в море, чтобы карась не дремал». В газетах «Современные известия» № 175 и «Русский курьер» № 174 даны положительные отзывы на постановку, в газете «Голос» напечатана отрицательная рецензия. В августе в «Деле» напечатан рассказ «Из-за пустяков», осенью там же начинает печататься роман «Омут».
1882 — в мае за фельетон Станюковича «В сумасшедшем доме» Главное управление по делам печати указало Петербургскому цензурному комитету на «…чтобы цензура относилась к статьям, предназначенным для помещения в журнале „Дело“, с особым внимание и строгостью». 5 сентября родился сын Константин. В ноябре Е.Благосветлова, издательница «Дела», обратилась в вышеуказанное Управление по делам печати с просьбой утвердить Станюковича главным редактором журнала. Управление воздержалось: «…Станюкович известен департаменту полиции как личность противоправительственного направления».
1883 — 5 января Главное управление по делам печати сообщило, что «отставному флота лейтенанту Константину Михайловичу Станюковичу разрешено временно редактировать журнал „Дело“, подписываясь за редактора». В ноябре тяжело заболела дочь Любовь, её увозят в Ментон (Франция). В декабре Станюкович при финансовой помощи М. К. Цебриковой выкупает у Е. Благосветловой журнал «Дело» (в рассрочку), строя при этом широкие планы. В конце года уезжает в Ментон, к дочери.
1884 — в январе Станюкович возвращается в Петербург. Е.Некрасова: «…внутренне подавленный и убитый мыслью о неизбежности смерти любимой дочери». 8 марта он пишет жене о рекомендации врачей перевезти дочь из Ментона на Женевское озеро. До конца апреля Станюкович лечится в Баден-Бадене, где находится и его семья. Накануне отъезда в Россию друзья устраивают ему прощальный ужин. 12 апреля управляющий департаментом полиции Плеве принимает решение об аресте Станюковича, и в конце апреля на пограничном переходе в Вержболове писателя берут под арест и препровождают в Петропавловскую крепость. 17 августа, в Петербурге, умирает дочь Любовь.
1885 — 12 января Константин Михайлович передаёт журнал «Дело» И. С. Дурново (по договору). В мае административным порядком Станюкович высылается в Сибирь на три года, туда же, за ним, последовала и его семья. Е. Некрасова сопровождала на пароходе семью Станюковича до Перми. За год отсидки в Петропавловской крепости Станюкович написал большую повесть, рассказы, и драматическую поэму в стихах с юмористическим уклоном: «Певец в Вальядолиде».
17 июня он прибывает в Томск, поселяется в Затеевском переулке. В Томске быстро сходится с проживающими здесь политическими ссыльными Ф. Волховским, С. Чудновским, активными участниками «Сибирской газеты». Здесь его посетил американский писатель, автор книги «Сибирь и ссылка» Джордж Кеннан. Ольга Любатович вспоминает: «… в Томске, куда он был сослан после 1 марта за сношения с Тихомировым… мы сошлись ещё ближе. … он рассказывал, бывало, нам иногда в комическом виде, что делали некоторые литераторы после 1 марта».
1886 — писателя всё чаще одолевают приступы невралгии, доктора запрещают ему писать. В январе в «Русской мысли» начинается серия его очерков «В дальние края» (под псевдонимом Л. Нельмин). 13 июля в «Сибирской газете» открывает серию фельетонов под общим заголовком «Сибирские картинки» (под псевдонимом «Старый холостяк»). 7 сентября в 36 номере «Сибирской газеты» под псевдонимом Н.Томский начинает публиковаться роман «Не столь отдалённые места». Октябрь — в журнале «Северный вестник» (№ 10) выходит рассказ «Беглец» за подписью М.Костин. В 10-м номере ежемесячника «Вестник Европы» опубликован рассказ «Василий Иванович» с подписью «И.Ст.»
Поразительно, но именно здесь, в ссылке, за тысячи километров от морей и океанов, Станюкович снова начинает писать на морскую тему, создавая те произведения о русских моряках, которые в итоге, и принесут ему мировую славу.
1887 — продолжает публиковаться роман «Не столь отдалённые места» в «Сибирской», во втором номере «Дела» печатается рассказ «Матросский линч» (М.Костин).
В июне-сентябре работает в конторе по строительству Обь-Енисейского канала, собирает богатую фактуру из окружающего его мира рабочего и прочего люда.
В «Северном вестнике» за № 7 опубликован рассказ «Человек за бортом!» (М. Костин).
1888 — в Петербурге выходят отдельной книгой (изд. М. Стасюлевича) «Морские рассказы», а в издательстве Н. А. Толкачёва — роман «Не столь отдалённые места».
Январь — в первом номере «Русской мысли» выходит рассказ «На каменьях» (М. Костин). В апреле, (в № 28, 30) «Сибирской газеты» публикуется биографический очерк Станюковича о Г. Н. Потанине, известном путешественнике и исследователе, уроженце Сибири.
27 июня покидает с семьёй ссылку. Супруга Константина Михайловича получила небольшое наследство, и они выезжают в Париж, далее на юг Франции, в деревушку рыбаков Гетари в 20 километрах от Испании. В письме жене сообщает: «Пишу теперь морской рассказ „Штурман“. Кажется, выйдет удачным…». В это же время писатель получает письмо из Вены, от Галанта, заведующего русским отделом австрийской газеты «Neue freie Presse», в котором предлагается сотрудничество, в частности, Галант просит разрешение на публикацию в газете романа «Два брата».
14 октября в № 123 газеты «Кронштадтский вестник» напечатана статья контр-адмирала Н. А. Рыкачева, посвящённая сборнику «Морские рассказы». Автор статьи положительно и тепло отзывается о сборнике, подчёркивая: «… он не только наблюдал, но и жил морской жизнью».
15 декабря в письме к известному беллетристу А. К. Шеллеру, писавшему под псевдонимом А. Михайлов, Станюкович сообщает: «Лечение, однако, пока идёт не вполне успешно. Дёрганье лица не прекращается, что мешает мне работать несколько часов кряду…».
1889 — 25 февраля в газете «Die Gegenwart» (Берлин) начинает публиковаться рассказ «Человек за бортом!». В конце февраля писатель прибывает в Петербург.
В марте, в письме к жене Станюкович пишет: «За „Морские рассказы“ общие хвалы, печатные и личные. Успенский и Михайловский просили по экземпляру, и я им подарил. Выслал также и И. И. Мечникову».
В апреле в 4-м номере «Вестника Европы» вышла статья К. Арсеньева «Модная форма беллетристики», в которой положительно оцениваются морские рассказы Станюковича и критикуются другие его произведения.
В августовском «Вестнике Европы» напечатан рассказ «Мрачный штурман».
Константин Михайлович работает над повестью «Первые шаги».
В конце года уезжает в Париж.
1890 — в конце января Константин Михайлович возвращается в Петербург.
23 февраля — в письме к жене пишет: «Изменял и исправлял свои „Первые шаги“ /по просьбе М. М. Стасюлевича из соображений цензуры — прим. автора/, начал писать морской рассказ „Штормуем!“».
Март — из газеты «Новости дня» № 2397 от 5.03.1890 г.: «Появление на кафедре автора „Морских рассказов“ было встречено громом аплодисментов и долго не смолкавшими криками „браво“». Так встречали Станюковича на заседании «Общества любителей русской словесности» в библиотечном зале Московского университета. В этом же месяце заканчивает ещё один рассказ на морскую тему: «Похороны в море».
Апрель — 1 числа в «Русских ведомостях» (№ 89) выходит рассказ «В шторм».
27 апреля в 113 номере «Русских ведомостей» публикуется рассказ «Между своими» (так переименовал писатель свой рассказ «Похороны в море»). Этот рассказ также вызывает бурю откликов.
17 июня — в «Русских ведомостях» за № 164 печатается рассказ «Серж Птичкин».
Октябрь — в «Русских ведомостях» выходит рассказ «Танечка» (№ 281, 292).
1891 — с января по апрель в «Вестнике Европы» напечатаны «Первые шаги» («…исковерканные»).
Март — отличная рецензия на «Первые шаги» в журнале Русское богатство.
С 74 номера «Русских ведомостей» начинает публиковаться повесть Станюковича «Грозный адмирал».
Сентябрь — в издательстве Н. А. Лебедева вышел сборник под общим названием «Моряки». 4 октября в «Кронштадтском вестнике» проходит положительная рецензия на этот сборник.
Октябрь — многие газеты отметили 30-летие литературной деятельности К. М. Станюковича.
Ноябрь — «Русские ведомости» начинают печатать рассказ «Домашний очаг» (№ 303—319).
В Москве, в издательстве Сытина, в серии «Народные книги» выходит книга Станюковича «Между своими, или Смерть на корабле».
1892 — в январе Станюкович и Кривенко назначаются редакторами «Русского богатства» (в связи со сменой учредителей — журнал переходит в руки пайщиков). В нём выходит рассказ Станюковича «Бесшабашный» (под псевдонимом «Скромный писатель»).
19 января Констанитин Михайлович письмом просит известного писателя А. И. Эртеля дать журналу «…рассказ, очерк или повесть, что хотите, но поскорей».
8 июля в «Русских ведомостях» начинает публиковаться рассказ «Пассажирка».
Декабрь — в № 149 «Кронштадтского вестника» выходит большая статья, посвящённая «Пассажирке» (положительная).
В этом году также выходят его сборник рассказов «Современные картинки» (в издательстве Н. А. Лебедева) и в сборнике «Помощь голодающим», изданным газетой «Русские ведомости» помещён «Вдали от берегов» — рассказ Станюковича.
1893 — в январе и феврале в «Русской школе», в номерах 1-4 публикуется повесть Константина Михайловича «Маленькие моряки» с подзаголовком: «Из воспоминаний о Морском корпусе».
6 февраля «Русские ведомости» (№ 36) дают положительную рецензию на «Маленьких моряков».
Март — с 14 марта «Русские ведомости» начинают публиковать рассказ «Женитьба Пинегина».
Май — в ежемесячнике «Русская мысль» под рубрикой «Рассказы старого боцмана» издаётся рассказ «Месть» (в основе сюжета данного произведения — гибель клипера «Пластун» из Тихоокеанской эскадры А. А. Попова 18 августа 1860 года). 20 мая в «Русских ведомостях» выходит большая статья «Из истории морского корпуса», где положительно характеризуется повесть «Маленькие моряки».
Июнь — в издательстве В. И. Штейна выходит второе издание романа «Без исхода». 6 июня начинает публиковаться его повесть «В море» («Русские ведомости» № 153).
Июль — в газете «Новости» от 15 июля в статье А. Скабичевского «Литературные хроники» положительно рассматривается «Месть» Станюковича.
Август — в издательстве М. М. Ледерле 2-м изданием напечатаны «Морские рассказы» (с дополнениями).
Декабрь — газета «Русская жизнь» от 1-го числа публикует рассказ «Ужасный день».
В этом же году в издательстве Сытина (Москва) отдельной книгой выходит повесть «Первые шаги», а в Петербурге — переиздание сборника «Моряки» с дополнениями (в издательстве Н. А. Лебедева).
1894 — в январском номере журнала «Мир Божий» опубликован рассказ Константина Михайловича «Куцый». В газете «Русская жизнь» продолжает печататься роман «Откровенные», начатый в № 332 за прошлый год, окончание которого выйдет в августе, 11-го, № 212. 26 января в «Русских ведомостях» выходит рассказ из цикла «Жертвы моря»: «Крушение эскадры и гибель тендера».
Март — в 3-м номере «Русского богатства» печатается рассказ «Исайка».
В апреле, в ежемесячном литературном приложении № 4 к иллюстрированному еженедельнику «Нива» начинает публиковаться рассказ «В тропиках».
Июнь — в «Русской жизни» Станюкович печатает фельетон «Из дневника читателя» (под псевдонимом «Старый читатель»). В «Русских ведомостях» с № 165 по № 322 издаётся «Беспокойный адмирал» (повесть).
Декабрь — в «Русских ведомостях» печатаются рассказы «Ночью» и «Ёлка для взрослых».
В этом же году в издательстве М. М. Ледерле (Петербург) выходит сборник Станюковича «Жертвы».
1895 — с января по ноябрь в журнале «Мир Божий» напечатан роман «История одной жизни».
Март — В 77 номере «Русских ведомостей» начинает публиковаться рассказ «Нянька».
Июнь — рассказ «Матроска» начал публиковаться в «Русских ведомостях» с 6 июня. В издательстве М. М. Ледерле (Петербург) напечатан отдельным изданием рассказ «Под тропиками» (с подзаголовком «Из воспоминаний бывшего матроса»).
В журнале «Русская школа» в июле — августе напечатана статья Н. И. Познякова, в которой высоко оценивается повесть Станюковича «Вокруг света на „Коршуне“», которая в течение этого года публикуется в «Роднике». В августе, в издательстве О. Н. Поповой (Петербург) отдельным изданием вышел роман «Откровенные». 13 августа начал печататься рассказ «Кирилыч и генерал-арестант» (в «Русских ведомостях»). В конце месяца писатель переезжает в Москву, в связи с приглашение от «Русской мысли» (ведёт раздел фельетонов).
В этом же году в издательстве М. М. Ледерле напечатан сборник «Новые морские рассказы и Маленькие моряки».
1896 — весь год в журнале «Родник» продолжает печататься повесть «Вокруг света на „Коршуне“».
Январь — в первом номере «Русской мысли» выходит рассказ «Побег», в журнале «Всходы» — рассказ «Пожар на корабле», а в номерах 1,2 журнала «Детское чтение» — «Максимка» (по этому рассказу был снят фильм Максимка). 28 ноября Константин Михайлович выступает на открытом заседании Общества любителей российской словесности в Московском университете. Вот что писали «Новости дня» (№ 4540):
«Долго не смолкавшими аплодисментами было встречено появление на кафедре Константина Михайловича Станюковича, симпатичного автора „Морских рассказов“… Выразительное лицо, с заметными следами болезни… Голос тихий, но речь довольно гибкая и разнообразная, умеющая недурно оттенять смысл произносимых фраз».
Апрель — в № 4 «Русской мысли» появляется положительная рецензия на роман «История одной жизни», 5 апреля в «Русских ведомостях» выходит рассказ «Глупая причина».
Май — начинает печататься повесть «Черноморская сирена», окончание — в июльском номере (в журнале «Русская мысль»).
Июнь — 18 числа Станюкович возвращается из Крыма с отдыха и едет в Нижний Новгород на Всероссийскую выставку, о которой напишет позже в «Русской мысли».
Сентябрь — октябрь. Писатель с дочерью Зиной на отдыхе в Алупке. Продолжает писать «Коршуна» (для «Родника»). В журнале «Русское обозрение» выходит отрицательная рецензия на «Черноморских сирен».
Ноябрь — в конце месяца (20, 22 и 26) Станюкович выступает с чтением своих произведений на благотворительных вечерах и выезжает в Петербург на празднования своего юбилея.
Декабрь — «Русские ведомости» (номер от 3 декабря) помещают обозрение «Журналы для детского чтения», где положительно отзываются о произведениях К. М. Станюковича. 7 декабря в Петербурге, в ресторане «Медведь» передовая общественность торжественно отмечала 35-летие литературной деятельности писателя. На состоявшемся обеде присутствовало около 140 человек, среди которых были В. Г. Короленко, С. А. Венгеров, В. И. Немирович-Данченко, В. П. Острогорский, А. М. Скабичевский, С. Я. Елпатьевский, К. К. Арсеньев, Анненский, Николай Фёдорович, Гуревич, Яков Григорьевич, Шелгунова, Людмила Петровна, Потапенко, Игнатий Николаевич и множество других. Юбиляру был преподнесён подарочный адрес с портретом кисти Н. А. Богданова. Письменные поздравления прислали Михайловский, Николай Константинович, профессора Сергеевич, Василий Иванович, Манассеин, Вячеслав Авксентьевич и многие другие. Там же было объявлено о присуждении Петербургским комитетом грамотности при Вольноэкономическом обществе писателю Станюковичу, Константину Михайловичу, золотой медали имени А. Ф. Погосского и об учреждении народной читальни его имени. В телеграмме жене писатель сообщает: «Почтён превыше заслуг…». 22 декабря в Москве, в колонном зале гостиницы «Эрмитаж» дан обед в честь 35-летия литературной деятельности Станюковича с присутствием более 100 человек. Выступали: Чупров, Александр Иванович, педагог Тихомиров, Дмитрий Иванович, Линниченко, Иван Андреевич, Виноградов, Павел Гаврилович и другие. Были зачитаны телеграммы от А. П. Чехова, профессора Н. И. Стороженко и многих других. Юбилейная дата также была отмечена многими зарубежными изданиями. 25 декабря в «Русских ведомостях» публикуется рассказ «Одно мгновенье».
В течение года отдельными изданиями вышли в свет: сборник «Морские силуэты» в издательстве О. Н. Поповой (СПб.); роман «История одной жизни» в издательстве А. А. Карцева (Москва); повесть «Вокруг света на „Коршуне“. Сцены из морской жизни. С рисунками Е. П. Самокиш-Судковской.» и «Для детей. Рассказы из морской жизни» в издательстве Н. Н. Морева (СПб.).
1897 — 4 января с чтением рассказа «Месть» и других произведений Станюкович выступал в театре Корша на вечере, устроенном Литфондом в пользу нуждающихся литераторов и учёных. Из газеты «Новости дня» (№ 4879): «Из участников вечера наибольший успех выпал на долю литераторов. Появление на сцене Ник. Ник. Златовратского, В. М. Михеева, Г. К. Градовского и особенно К. М. Станюковича было встречено дружными рукоплесканиями…». В газете «Нижегородский листок» опубликован рассказ «Дурак» (№ 18, 25).«… цензура московская не пропустила <этот рассказ>. Тогда я послал его в „Нижегородский листок“… и там он напечатан без одной помарки со стороны цензуры» — так сообщал Станюкович в письме Н. И. Познякову (1856—1910), детскому писателю и педагогу.
Февраль — 2 числа Константин Михайлович читает рассказ «Танечка» в лектории Московского исторического музея на вечере в пользу народных библиотек. В «Русских ведомостях» (№ 47 от 16.02.1897 г.) начал выходить его рассказ «По понедельникам дома». 19 февраля на предложение журнала «Новое слово» стать редактором беллетристического отдела Станюкович отвечает отказом. 21 февраля отказывается от сотрудничества в газете «Мировые отголоски». В письме к Лозинскому М. А. пишет: «Если Жуковский (один из пайщиков газеты — прим. автора) не прочь был бы пригласить меня фактическим редактором, то я, разумеется, охотно согласился/бы/, но под непременным условием пригласить сотрудников по моему выбору».
Апрель — писатель проводит в хлопотах по выпуску своего «Собрания сочинений К. М. Станюковича» издательство А. А. Карцева (Москва) 1897, которому противится Управление по делам печати.
Май — напряженно работает над романом «Жрецы», который печатается в «Русском богатстве».
Июль — Станюкович переезжает в Петербург.
Октябрь — 16 октября в письме к жене (из Алупки) сообщает, что: «Н. Г. Михайловский приехал и на другой день был у меня… читал свою драму /„Орхидея“/ в переделанном виде, в которой фигурирую и я в виде старого (волочащего ногу) литератора-пессимиста. Не похоже… Драма плохая…».
Газета «Ялта» от 21 октября извещает: «На днях в Ялтинском театре устраивается литературно-музыкальный вечер в пользу нуждающихся приезжих больных. В вечере изъявили желание участвовать известные писатели Константин Михайлович Гарин и Николай Георгиевич Гарин».
23 числа в письме жене: «Кажется, впрочем, что „Похождения одного матроса“ для „Родника“ удадутся. По крайней мере начало, которое я послал Альмедингену и то, что пошлю завтра или послезавтра, кажутся ничего себе. … Гарин иногда забегает и читает свои вещи…Говорит о своих предприятиях … но о журнале ни слова — молчу и я, неловко начинать».
Ноябрь — Главное управление по делам печати сообщает цензурному комитету, что распоряжение о запрете на обращение в публичных библиотеках «Собрания сочинений К. М. Станюковича» «должно быть распространено не только на 9 томов, носящих дату „1897 г.“, но и на последующие тома сочинений того же автора, помеченные 1898 годом. 10 ноября 1897 года., № 8203 А.Катенин.»
В течение года вышли сборники: «Рассказы из морской жизни» издательство Н. Н. Морева, СПб.), «Среди моряков» (издательство журнала «Детское чтение», М.), в сборнике «Житейские невзгоды» издательство И. Д. Сытина) вошёл рассказ «Стёпа».
1898 — в мартовском номере журнала «Всходы» публикуется рассказ «Матросик». 10 марта на 16-м году жизни умирает от тифа сын писателя Константин. Е.Некрасова пишет: «С исчезновением сына не стало и прежнего бодрого, твёрдого, жизнерадостного К. М.! Исчез герой, джентльмен, чадолюбивый отец… На месте него остался доживать жизнь больной… старик…».
Апрель — писатель с семьёй уезжает в Швейцарию (Женева, Кларан).
Май — Станюкович лечится в Карлсбаде.
В конце июля Константин Михайлович возвращается в Петербург и поселяется в отеле «Пале Рояль».
Октябрь. В ежемесячнике «Мир божий» выходит рассказ «Письмо».
Декабрь. Станюкович пишет святочные рассказы для «Сына отечества» и «Русских ведомостей», 25 декабря в последних выходит его рассказ «Отплата».
В этом году выходят последние, 10, 11 и 12 тома собрания сочинений писателя. Цензурой запрещены предпринятые Петербургским комитетом грамотности издания целой серии рассказов (в основном цензорам не нравятся сцены жестокостей и описания применения наказаний в армии и на флоте, то есть, по мнению цензуры, писатель даёт «ложные представления о системе наказаний»). У М. Н. Слепцовой издаётся рассказ «куцый» (в серии «Книжка за книжкой»). В издательстве О. Н. Поповой выходят отдельными вещами: «Максимка», «Матросская расправа», «Матроска». В «Посреднике» (Москва) печатается «Человек за бортом!». В Лейпциге вышел сборник «Жертвы» на немецком языке.
1899 — в первых номерах ежемесячника «Журнал для всех» печатается рассказ «Первогодок», журнала «Всходы» — рассказ «Тигр идёт!», «Живописного обозрения» — «На „Чайке“». 13 марта рассказ «За Щупленького» публикуется в «Юном читателе» за № 11.
Живёт на Шпалерной улице в доме № 50
Апрель — публикуется (в «Русской мысли») рассказ «Шутка», который ранее был запрещён цензурным комитетом. В письме к жене (от 14 апреля) писатель возмущается обстановкой, царящей в стране: « А в Петербурге — мерзость во всех отношениях… идёт массовая высылка студентов… О мерзавце Суворине запрещено говорить. Недавно мы … предали суду чести Суворина за его подлые письма о студентах.» В № 108 «Русских ведомостей» печатается рассказ «Диковинный матросик».
Май — в журнале «Всходы» выходит рассказ "Гибель «Ястреба». В письме к жене (в Париж) пишет: «… рассчитываю быть 2 июня у вас.» В «Русских ведомостях», начиная с № 126, публикуется повесть"Чего ей надо?".
Август — «Русское богатство» помещает рассказ «Оборот».
Октябрь — Станюкович 19 числа прибывает в Севастополь (супруга в Петербурге). В письме к дочери Марии (из Ялты, 25 октября): «Здоровье лучше, но — увы! — работать не могу. Однако диктую часа два в день, чтобы окончить „Равнодушных“…» . 17 ноября Станюкович заканчивает этот роман.
Декабрь — здоровье потихоньку улучшается, в очередном письме к жене (от 9 декабря): «До сих пор ещё забываю некоторые слова. Пока работать ещё не могу.»
В течение года «Мир Божий» публикует роман «Равнодушные», а журнал «Родник» — повесть «Похождения одного матроса».
1900 — всю первую половину года писатель проводит в Крыму, болезнь не отпускает, в конце марта совершает поездку в Батум на пароходе.
Апрель — в газете «Русские ведомости» от 14 и 17 апреля опубликован очерк «Мёртвый сезон (крымские наброски)», в номере от 30 числа — рассказ «Тяжёлый сон». В мае там же появляется рассказ «Отчаянный».
Июнь — Константин Михайлович выезжает из Ялты, надеясь к 12 июня добраться в Петербург, но по состоянию здоровья вынужден задержаться в Москве. В № 168, 180 «Русских ведомостей» печатается рассказ «Смотр».
Июль — в связи с известным делом Саввы Мамонтова в «Северном курьере» выходят фельетоны Станюковича «Воскресные сказки». В «Русских ведомостях» появляется рассказ «Морской волк».
Август, сентябрь — писатель отдыхает в Волхово, в конце сентября в письмах жене жалуется на диабет. 20 августа рассказ «Блестящий капитан» печатается в «Русских ведомостях».
Октябрь — Станюкович много работает уже в Петербурге, в еженедельнике «Мир божий» выходит «Ледяной шторм» (рассказ).
Ноябрь, декабрь — Константин Михайлович снова в Ялте. 15 декабря в «Юном читателе» печатается рассказ «На другой галс».
В течение года в московском издательстве А. А. Карцева вторым изданием выходит сборник «Среди моряков».
1901 — в январе, в «Русских ведомостях» публикуется рассказы «Товарищи» и «Баклагин».
Февраль — март — в журнале «Родник» за эти месяцы выходит рассказ «Певец». Второго февраля «Русские ведомости» в рубрике «Современные картинки» печатают рассказ писателя «Куда уйти?».
Апрель — в апрельском номере «Русского богатства» опубликован рассказ «Утро».
Май — ежемесячник «Русская мысль» печатает рассказ «Добрый», а в «Мире Божьем» — положительная рецензия А. Богдановича на рассказ Станюковича «Отчаянный».
Октябрь — в 10-м номере «Мир Божий» публикует рассказ «Дождался», в «Русских ведомостях» (№ 284, 287) — рассказ «Пари». 21 октября в газете «Новости дня» сообщение: К. М. Станюкович получает половинную Пушкинскую премию за свои литературные труды.
Ноябрь — опубликована статья «Критические очерки» В. Буренина (в газете «Новое время», в которой критике подвергаются Станюкович и Короленко. В «Русских ведомостях» за № 320 анонсируется сборник рассказов «На „Чайке“ и другие морские рассказы».
Декабрь — в газете «Россия» от 7 декабря выходит статья П. Быкова, посвящённая 40-летию литературной деятельности Станюковича. 25 декабря напечатан рассказ «Загадочный пассажир» («Русские ведомости»).
В этом году вышел дополнительный, 13-й том «Собрания сочинений» (в издательстве А. А. Карцева). Также напечатан сборник рассказов «Из жизни моряков» в издательстве М. М. Стасюлевича (Петербург).
1902 — 3 января опубликован рассказ Станюковича «Свадебное путешествие» в «Русских ведомостях». «Юный читатель» во втором номере начинает печатать повесть «Севастопольский мальчик».
Март — в «Русских ведомостях» выходит рассказ «Событие» (№ 75, 79).
Апрель — 25 апреля «Русские ведомости» в рубрике «Маленькие рассказы» публикуют «Господин с настроением» Станюковича.
Май — в той же рубрике выходит ещё один рассказ Константина Михайловича: «Главное — не волноваться», в конце месяца в № 143, 147 печатается рассказ «Мунька».
Июль — в конце месяца, 26-го, в «Русских ведомостях» публикуется начало повести «Берег и море», окончание — в номере № 276 от 6 октября.
Август — журнал «Новый мир» в № 87 даёт статью Н. Носкова «Морские типы», весьма положительно и высоко оценивающая труды Станюковича.
Ноябрь — здоровье писателя резко ухудшается, в том числе из-за переутомления и он по настоянию врачей выезжает в Италию. Пробыв несколько дней в Риме, переезжает в Неаполь, где, несмотря на болезнь, продолжает работать. В своих воспоминаниях Н. Н. Фирсов (Л.Рускин) пишет: «Последние полгода, проведённые им сплошь в Неаполе, были жестоко мучительны. … он … с ужасом сознавал, что жизнь уходит, что работоспособность падает, что в силу своего темперамента и болезни он не может сдерживать порывы раздражительности, что он поколебал связи с наиболее близкими, дорогими ему издавна людьми. Всё это, не говоря уже о постоянных денежных затруднениях, причиняло ему жестокую душевную боль». В Неаполе Константина Михайловича поддерживают его давние друзья: Н. К. Кольцов, профессор Московского университета, Е. П. Мельникова (дочь А. Печерского), В. Д. Веденский, дочь Зинаида Константиновна. В конце месяца болезнь обостряется и писателя кладут в госпиталь.
В течение этого года в Москве переиздаётся сборник рассказов Станюковича «Рассказы из морской жизни» (в издательстве М. В. Клюкина), в Петербурге в издательстве А. Лейферта выходит сборник «Маленькие рассказы».
1903 — в начале января Станюковича выписывают из госпиталя, он крайне слаб, плохо видит, не может читать, и это его удручает больше, чем что-либо.
8 февраля — умерла старшая дочь Константина Михайловича, Наталья. Близкие решили ему не сообщать эту горестную весть.
Март — в 63 номере «Русских ведомостей» начинает печататься рассказ «Тоска». В середине месяца здоровье писателя заметно улучшилось, он начал подумывать о возвращении в Россию. Уже были приобретены билеты для отъезда, но в конце марта здоровье опять стало ухудшаться: сначала Станюковича кладут в немецкий госпиталь, оттуда перевозят в частную клинику.
В ночь с 6 на 7 мая, в 1 час 25 минут Константин Михайлович скончался на руках у Е. П. Мельниковой.
9 мая Константина Михайловича Станюковича похоронили в Неаполе, на муниципальном кладбище Поджиореале «Русская зона». На похороны пришли все русские из города и окрестностей, кто успел узнать о его смерти. Самый большой венок на гробе был с надписью: «Станюковичу от русских».
18 мая в «Русских ведомостях» посмертно был опубликован рассказ «Оба хороши» с посвящением Н. Н. Фирсову.

## Память
- Мемориальная доска на месте дома в Севастополе, где родился писатель.
- Во Владивостоке именем Станюковича названа одна из центральных улиц полуострова Шкота.
- Улица Станюковича есть также в Кронштадте.
- В Нижнем Новгороде в 1992 году открыта детская библиотека имени К. М. Станюковича. Имя писателя досталось ей по наследству от библиотеки, которая была закрыта в поселке Новое Доскино.

### Основные произведения
- «Американская дуэль»
- «Беглец»
- «Берег и море»
- «Беспокойный адмирал»
- «Бесшабашный»
- «Благотворительная комедия»
- «Блестящее назначение»
- «Блестящий капитан» (в 1945 году в СССР вышел фильм «В дальнем плаванье» на основе ряда рассказов)
- «В далекие края»
- «В тропиках»
- «В шторм»
- «Василий Иванович»
- «Васька»
- «Вестовой Егоров»
- «Вокруг света на „Коршуне“»
- «Волк»
- «Вы не нужны»
- «Гибель „Ястреба“»
- «Главное: не волноваться»
- «Глупая причина»
- «Господин с „настроением“»
- «Грозный адмирал»
- «Два брата»
- «Два моряка»
- «Диковинный матросик»
- «Добрый»
- «Дождался»
- «Дуэль в океане»
- «Дяденька Протас Иванович»
- «Ёлка»
- «Женитьба Пинегина»
- «Жрецы»
- «За Щупленького»
- «Загадочный пассажир»
- «Из-за пустяков»
- «Исайка»
- «Испорченный день»
- «Истинно русский человек»
- «История одной жизни»
- «Кириллыч»
- «Краткий морской словарь»
- «Куда уйти?»
- «Куцый» (в 1945 году в СССР вышел фильм «В дальнем плаванье»)
- «Ледяной шторм»
- «Максимка» (в 1952 году в СССР вышел фильм «Максимка»)
- «Матросик»
- «Матроска»
- «Матросский линч»
- «Между своими»
- «Миссис Джильда»
- «Мрачный штурман»
- «Мунька»
- «На „Чайке“»
- «На другой галс»
- «На каменьях»
- «На уроке»
- «Непонятый сигнал»
- «Нянька» (в 1955 году в СССР по мотивам «Няньки» снят фильм «Матрос Чижик»)
- «О чём мечтал мичман»
- «Оба хороши»
- «Оборот»
- «Одно мгновенье»
- «Оригинальная пара»
- «От Бреста до Мадеры»
- «Отмена телесных наказаний»
- «Отплата»
- «Отчаянный»
- «Пари»
- «Пассажирка» (рассказ, 1892)[5] (в 2008 году вышел фильм «Пассажирка»)
- «Первогодок»
- «Петербургские карьеры»
- «Письма знатного иностранца»
- «Побег»
- «Похождения одного благонамеренного молодого человека»
- «Похождения одного матроса»
- «Равнодушные»
- «Решение»
- «Рождественская ночь», 1892
- «Свадебное путешествие»
- «Севастопольский мальчик»
- «Серж Птичкин»
- «Словарь морских терминов, встречающихся в рассказах»
- «Смотр»
- «Собака»
- «Событие»
- «Страдалец»
- «Танечка»
- «Товарищи»
- «Тоска»
- «Тяжёлый сон»
- «Ужасная болезнь»
- «Ужасный день»
- «Утро из дальнего прошлого»
- «Форменная баба»
- «Человек за бортом!» (в 1945 году в СССР вышел фильм «В дальнем плаванье» на основе ряда рассказов)
- «Червонный валет»
- «Шутка»

### Издания
- Станюкович К. М. Полное собрание сочинений. В 12-ти томах. — Санкт-Петербург: Издательство А. Ф. Маркса, 1906—1907.

- Станюкович К. М. Избранные произведения / Вступительная статья и примечания В. Вильчинского. — Л.: Лениздат, 1954.

- Станюкович К. М. Собрание сочинений в 6-ти томах. — Издательство «Художественная литература», 1959.

- Станюкович, К. М. Собрание сочинений. В 10-и т. — М., 1977.

- Станюкович К. М. Вокруг света на «Коршуне». — М.: Эксмо, 2017. — 448 с. — ISBN 978-5-04-088552-7.

### Архивные материалы
- Архив Станюковича в отделе рукописей Государственной библиотеки имени В. И. Ленина (Москва).
- Архив Станюковича в Государственной публичной библиотеке имени М. Е. Салтыкова-Щедрина в Санкт-Петербурге.
- Архив Станюковича в Институте русской литературы (Пушкинский дом) РАН в Санкт-Петербурге (ИРЛИ).
- Архивные материалы Центрального государственного исторического архива в Санкт-Петербурге.